# Boulevard Périer
Pour les articles homonymes, voir Périer.
Le boulevard Périer est une voie marseillaise .

## Situation et accès
Ce boulevard à forte montée est l'une des deux artères principales du quartier éponyme avec la rue Paradis. 
Situé dans le 8e arrondissement de Marseille, il va de l’avenue du Prado au boulevard Georges-Estrangin qui la prolonge jusqu'au Roucas-Blanc situé dans le 7e arrondissement.
Il démarre son ascension sur l'avenue du Prado, traverse la place Ernest-Delibes où il croise la rue Paradis, longe de nombreux bâtiments résidentiels de luxe en hauteur puis arrivée en bas des escaliers enchaîne une succession de virages jusqu'à se terminer au boulevard Georges-Estrangin au sommet.
Le boulevard Périer est desservi par la ligne de métro  à la station éponyme ainsi que par les lignes de bus      du réseau RTM.

## Origine du nom
Il porte le nom de Théophile Périer, un homme d'affaires marseillais qui fait construire en 1858 un château abritant le lycée Périer.

## Historique
Le chef d'entreprise Frédéric Bohn, président de la Compagnie française d'Afrique occidentale, y a habité et y est mort le 26 avril 1923.
Le boulevard est classé dans la voirie des rues de Marseille le 20 octobre 1953.